# Nahuel Roldán
Nahuel Roldán, vollständiger Name Ricardo Nahuel Roldán Pinela, (* 21. Dezember 1998 in Montevideo) ist ein uruguayischer Fußballspieler.

## Karriere
Offensivakteur Roldán gehörte seit 2012 der Nachwuchsabteilung des Club Atlético Cerro an. Am 20. März 2016 debütierte er für die Profimannschaft der Montevideaner in der Primera División, als er von Trainer Gustavo Ferrín am 6. Spieltag der Clausura beim 1:0-Heimsieg gegen Nacional Montevideo in der 93. Spielminute – und somit in der 3. Minute der Nachspielzeit – für Hugo Silveira eingewechselt wurde. Insgesamt bestritt er in der Spielzeit 2015/16 zwei Erstligapartien (kein Tor). Während der Saison 2016 kam er fünfmal (kein Tor) in der Liga zum Einsatz.